# Гантер Шинкарук
Гантер Шинкарук (англ. Hunter Shinkaruk, 13 жовтня 1994, Калгарі, Альберта) — канадський хокеїст, лівий нападник. Гравець команди ЗХЛ «Медисин-Гат Тайгерс». Бронзовий медаліст юніорського чемпіонату світу з хокею 2012-го року.
У 2013 році на драфті НХЛ був обраний командою «Ванкувер Канакс». З наступного сезону виступатиме за фарм-клуб «ванкуверців» «Ютіка Каметс».
У Гантера є двоюрідний брат Картер, котрий також грає в хокей за одну із студентських команд.

## Статистика
Останнє оновлення: 5 серпня 2014 року
| Сезон   | Клуб                    | Ліга | Регулярний сезон | Регулярний сезон | Регулярний сезон | Регулярний сезон | Регулярний сезон | Плей-оф | Плей-оф | Плей-оф | Плей-оф | Плей-оф |
| Сезон   | Клуб                    | Ліга | І                | Г                | П                | О                | ШХ               | І       | Г       | П       | О       | ШХ      |
| ------- | ----------------------- | ---- | ---------------- | ---------------- | ---------------- | ---------------- | ---------------- | ------- | ------- | ------- | ------- | ------- |
| 2010-11 | Медисин-Гат Тайгерс     | ЗХЛ  | 63               | 14               | 28               | 42               | 23               | 14      | 4       | 5       | 9       | 0       |
| 2011-12 | Медисин-Гат Тайгерс     | ЗХЛ  | 66               | 49               | 42               | 91               | 38               | 8       | 2       | 9       | 11      | 6       |
| 2012-13 | Медисин-Гат Тайгерс (К) | ЗХЛ  | 64               | 37               | 49               | 86               | 44               | 8       | 3       | 3       | 6       | 8       |
| 2013-14 | Медисин-Гат Тайгерс (К) | ЗХЛ  | 18               | 5                | 11               | 16               | 29               | -       | -       | -       | -       | -       |